# Ypthima atsterope
Ypthima atsterope är en fjärilsart som beskrevs av Johann Christoph Friedrich Klug 1832. Ypthima atsterope ingår i släktet Ypthima och familjen praktfjärilar. Inga underarter finns listade i Catalogue of Life.